# Описание Молдовы
Описание Молдавии (лат. Descriptio Moldaviae) — историко-литературный памятник молдавского народа, одно из самых значительных произведений молдавского и российского государственного деятеля и учёного Димитрия Кантемира.
Труд охватывает почти все проблемы истории, жизни, деятельности, обычаи и религию Молдавии и ее народа и являлся энциклопедическим справочником Молдавии XVII — начала XVIII века. Книга написана в России в 1714— 1716 гг. на латинском языке, который в те времена был общепринятым языком в научном мире.

## История
В 1714 году Берлинская Академия наук предложила Д. Кантемиру написать работу о Молдавии. Он принял это предложение и в 1715 году написал на латинском языке «Descriptio Moldaviae» с приложением составленной им же географической карты. Рукопись данной работы находится в Институте Востоковедения РАН. Кантемир хотел перевести и издать свою книгу на молдавском языке, однако при жизни автора она не увидела света ни на молдавском, ни на латинском языке.
Книга состоит из трех частей: 
- географическая;
- политическая;
- о состоянии церкви и письменности в Молдавии.

Первая часть состоит из семи глав, в которых описывается этногенез молдавского народа, древнее и современное наименование Молдавии и её границы.
Во второй части уделяется внимание политическому состоянию Молдавии, ее государственному устройству и управлению, возведению на трон и низложению господарей, взаимоотношению бояр и господаря. Третья часть книги посвящена церкви, монастырям и церковной иерархии, письменности молдаван и их языке.
Некоторые суждения, высказанные Кантемиром в «Описании Молдавии», были им самим подкорректированы в следующей работе — «Хроника стародавности романо-молдо-влахов».
Впервые «Описание Молдавии» было опубликовано в 1769 г. в Гамбурге на немецком языке. На русский язык книга была переведена с немецкого Василием Лёвшиным и издана в Москве, в 1789 г. под названием: «Дмитрия Кантемира, бывшего князя в Молдавии, «Историческое, географическое и политическое описание Молдавии». В 1825 г. эта работа была переведена Василием Вырнавом с немецкого на молдавский язык и издана в монастыре «Нямц», а в 1851 г. переиздана К. Негруцци в Яссах. В 1872 г. в Бухаресте был опубликован латинский текст книги.
Наиболее полное издание на русском:

Кантемир Дмитрий. Описание Молдавии : Факсимиле, латинский текст и русский перевод Стурдзовского списка / сост. и общая ред. Н. Л. Сухачева; предисл. А. Ешану и П. Балмуша; подготовка текста С. Д. Клейнер и Н. Л. Сухачева; пер. с лат. А. В. Анд реева и Е. В. Шевцовой; Коммент. В. Ешану и А. Ешану. СПб. : Нестор-История, 2011. — 434 c. — ISBN 978-5-905-986-21-5